# Robert I. (Dreux)

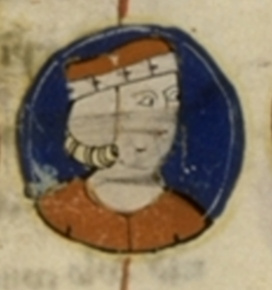

Robert I., genannt der Große (le Grand) (* 1125; † 11. Oktober 1188 in Braine-sur-Vesle) war der fünfte Sohn des französischen Königs Ludwig VI. und der Adelheid von Savoyen.

## Leben
Bereits im Jahr seiner Geburt bekam er die Herrschaft über Savigny, 1132 erhielt er als Apanage von seinem Vater die Grafschaft Dreux. Durch seine drei Heiraten gelang es ihm, seinen Besitz wesentlich zu vergrößern.
1139/41 heiratete er in erster Ehe Agnès de Garlande (* 1122; † 1143), die Tochter des Anseau de Garlande, Graf von Rochefort, und NN de Montlhéry.
Seine zweite Ehe schloss er um 1144 mit Havise von Évreux (* 1118; † 1152), der Tochter des Walter von Évreux (Gautier d’Évreux), Earl of Salisbury, und Sibylle de Chanort und Witwe von Rotrou III. Graf von Perche.
Robert unterstützte seinen Bruder, König Ludwig VII., 1143 im Kampf gegen den Grafen Theobald II. von Champagne. Dabei eroberte er unter anderem Reims und Châlons. 1147 begleitete er – wie viele weitere französische Adlige auch – seinen Bruder auf den zweiten Kreuzzug und kämpfte 1148 bei der Belagerung von Damaskus. Robert brach den Kreuzzug noch vor seinem Bruder ab und kehrte mehrere Wochen vor ihm in die Heimat zurück. Im Glauben, die Stimmungslage nach dem gescheiterten Kreuzzug nutzen zu können, versuchte er eigene Ambitionen auf den Thron zu verwirklichen. Dabei wurde er aber von den Regenten Suger von Saint-Denis, Erzbischof Samson von Reims und Graf Rudolf von Vermandois behindert, bis schließlich die Ankunft des Königs diese Pläne zu Fall brachten.
Ende 1152 heiratete er in dritter Ehe Agnes de Baudement (* 1130; † zwischen 1202 und 11. Juli 1218), Gräfin von Braine, Herrin (Dame) von Fère-en-Tardenois, Pontarcy, Nesles, Longueville und Quincy, Erbtochter von Guido (Guy) von Baudement, Graf von Braine, und Alix, Witwe von Milon II. von Bar-sur-Seine, Stifterin der Abtei Saint-Yved (Braine). Durch diese Ehe gelangte er in den Besitz der Güter seiner Frau.
1159 gab er der Stadt Dreux ihre Kommunalverfassung. Darüber hinaus ist er der Gründer der Stadt Brie-Comte-Robert, die heute seinen Namen trägt. Im Jahr 1187 stiftete er die Kirche Saint-Thomas, die direkt neben der Burg des Louvre errichtet wurde.

## Nachkommen
Aus der Ehe mit Agnes von Garlande:
- Simon, * 1141, † vor 1144

Aus der Ehe mit Havise von Évreux:
- Adèle; * 1144/45, † vor 1210, ⚭ I nach 1156 Valéran III., Graf von Breteuil (Haus Le Puiset); ⚭ II 1161/62 Guy II, Herr von Châtillon und Montjay, † 1170/72 (Haus Châtillon); ⚭ III Jean I. de Thorotte, † 1176/77, Kastellan von Noyon (Haus Thorotte); ⚭ IV vor 1183, Raoul I. de Nesle, Graf von Soissons, † 1235 (Haus Nesle)

Zehn weitere Kinder hatte er aus seiner Ehe mit Agnes von Baudement:
- Robert II., * 1154 † 1218, Graf von Dreux und Braine
- Heinrich (Henri), * 1155 † 1199, Bischof von Orléans
- Alix, * 1156 † nach 1217, ⚭ 1174 Raoul I., * 1135 † 1191, Herr von Coucy (Haus Boves)
- Philippe, * 1158 † 1217, Bischof von Beauvais
- Isabella, * 1160 † 1239, ⚭ 1178 Hugues III. de Broyes, † 1199 (Maison de Broyes)
- Peter (Pierre), * 1161, † 1186
- Wilhelm (Guillaume), * 1163 † nach 1189, Herr von Braye, Torcy und Chilly
- Johann (Jean), * 1164 † nach 1189
- Mamilie, * 1166, † 1200
- Margarete (Marguerite), * 1167, geistlich

Robert von Dreux übergab 1184 die Herrschaft in Dreux seinem Sohn Robert II. Er wurde im Kloster Saint-Yved (Braine) beerdigt.